# 1999年のバスケットボール
1999年のバスケットボール（1999ねんのバスケットボール）では、1999年（平成11年）のバスケットボール関連の出来事をまとめる。

## できごと
- 1月 - 日本人初のWNBA選手、萩原美樹子引退。
- 1月13日 - NBA、マイケル・ジョーダン引退。
- 3月 - 男子NKKシーホークス休部。
- 4月 - バスケットボール女子日本リーグ機構発足。

## 国際大会
- 男子アジア選手権
  - 優勝: 中国
  - 準優勝: 韓国
- 女子アジア選手権
  - 優勝: 韓国
  - 準優勝: 日本

## 国内大会

### 日本国内
- 全日本総合バスケットボール選手権大会
男子
  - 優勝:いすゞ自動車ギガキャッツ
  - 準優勝:NKKシーホークス

女子
  - 優勝:シャンソン化粧品Vマジック
  - 準優勝:ジャパンエナジーサンフラワーズ
- バスケットボール日本リーグ
男子
  - 優勝:いすゞ自動車ギガキャッツ
  - 準優勝:東芝レッドサンダース

女子
  - 優勝:シャンソン化粧品Vマジック
  - 準優勝:ジャパンエナジーサンフラワーズ
- 第30回全国高等学校バスケットボール選抜優勝大会
男子
  - 優勝:仙台（宮城）
  - 準優勝:小林（宮崎）

女子
  - 優勝:桜花学園（愛知）
  - 準優勝:富岡（神奈川）

### NBA
- NBAファイナル
  - サンアントニオ・スパーズ（西） （4勝1敗） ニューヨーク・ニックス（東）

## 誕生
- 1月4日 - コリン・セクストン (アメリカ、PG）
- 1月18日 - ゲイリー・トレント・ジュニア (アメリカ、SG)
- 2月20日 - ジャレット・カルバー (アメリカ、SG）
- 2月28日 - ルカ・ドンチッチ (スロベニア、PG、SF）
- 3月14日 - マービン・バグリー3世 (アメリカ、PF）
- 4月9日 - サディック・ベイ (アメリカ、SF)
- 4月16日 - ウェンデル・カーター・ジュニア (アメリカ、C ）
- 4月19日 - ルゲンツ・ドート (カナダ、SG)
- 6月17日 - イマニュエル・クイックリー (アメリカ、PG)
- 8月10日 - ジャ・モラント (アメリカ、PG）
- 8月11日 - ケビン・ノックス (アメリカ、SF）
- 9月1日 - キャメロン・レディッシュ (アメリカ、SF)
- 9月15日 - ジャレン・ジャクソン・ジュニア (アメリカ、PF、C）
- 10月11日 - ケルドン・ジョンソン (アメリカ、SF)